# Leichtathletik-Weltmeisterschaften 1987/200 m der Männer

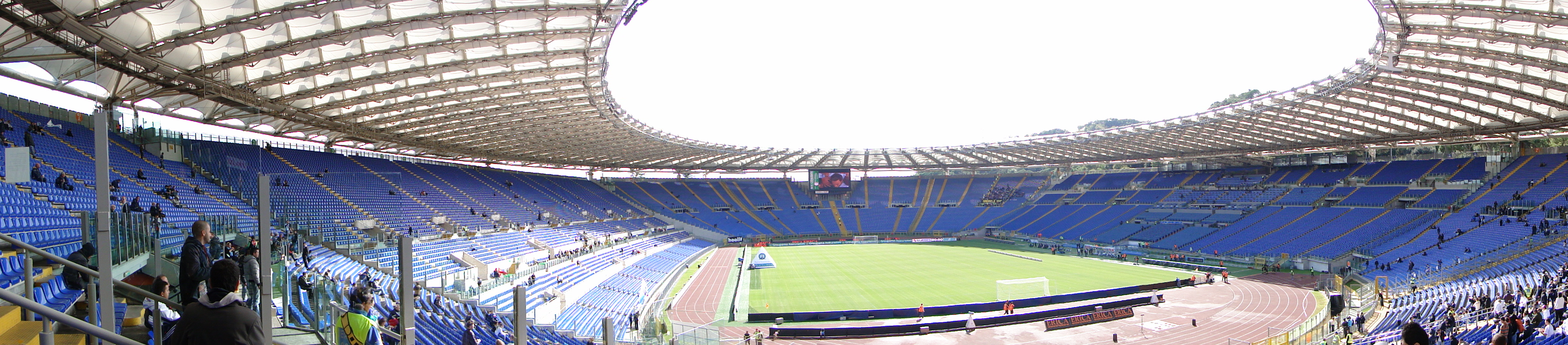
Das Olympiastadion in Rom im Jahr 2009

Der 200-Meter-Lauf der Männer bei den Leichtathletik-Weltmeisterschaften 1987 wurde am 1. und 3. September 1987 im Olympiastadion der italienischen Hauptstadt Rom ausgetragen.
Weltmeister wurde der US-amerikanische Titelverteidiger Calvin Smith, der außerdem 1984 olympisches Gold sowie 1983 WM-Gold mit der US-amerikanischen Sprintstaffel gewonnen hatte und 1983 Vizeweltmeister über 100 Meter geworden war. Er siegte nach Zielfotoentscheid vor dem zeitgleichen Franzosen Gilles Quenéhervé. Bronze ging an den Briten John Regis, der mit zwei Hundertstelsekunden Rückstand ebenfalls nur hauchdünn zurücklag.

## Bestehende Rekorde
| Weltrekord               | 19,72 s | Pietro Mennea | Mexiko-Stadt, Mexiko          | 12. September 1979 |
| Weltmeisterschaftsrekord | 20,14 s | Calvin Smith  | WM 1983 in Helsinki, Finnland | 14. August 1983    |

Der bestehende WM-Rekord wurde bei diesen Weltmeisterschaften nicht eingestellt und nicht verbessert. Im Finale verfehlten der Sieger und auch der Zweitplatzierte den Rekord bei leichtem Gegenwind um zwei Hundertstelsekunden.

## Vorrunde
1. August 1987
Die Vorrunde wurde in sechs Läufen durchgeführt. Die ersten fünf Athleten pro Lauf – hellblau unterlegt – sowie die darüber hinaus zwei zeitschnellsten Läufer – hellgrün unterlegt – qualifizierten sich für das Viertelfinale.

### Vorlauf 1
Wind: +0,5 m/s
| Platz | Name                 | Nation              | Zeit (s) |
| ----- | -------------------- | ------------------- | -------- |
| 1     | Floyd Heard          | USA                 | 20,37    |
| 2     | Wladimir Krylow      | Sowjetunion         | 20,77    |
| 3     | Peter Klein          | BR Deutschland      | 20,89    |
| 4     | Mustapha Kamel Selmi | Algerien            | 21,14    |
| 5     | Nelson Boateng       | Ghana               | 21,19    |
| 6     | Harouna Pale         | Burkina Faso        | 21,26    |
| 7     | Dazel Jules          | Trinidad und Tobago | 21,53    |
| DNS   | Linford Christie     | Großbritannien      |          |

### Vorlauf 2
Wind: −0,9 m/s
| Platz | Name             | Nation              | Zeit (s) |
| ----- | ---------------- | ------------------- | -------- |
| 1     | Attila Kovács    | Ungarn              | 20,77    |
| 2     | Bruno Marie-Rose | Frankreich          | 20,82    |
| 3     | Besik Gotsiridze | Sowjetunion         | 20,89    |
| 4     | Sergio Querol    | Kuba                | 20,94    |
| 5     | Stefano Tilli    | Italien             | 21,01    |
| 6     | Feng Li          | Volksrepublik China | 21,47    |
| 7     | Felix Sandy      | Sierra Leone        | 21,67    |
| 8     | Yaya Seyba       | Mali                | 21,93    |

### Vorlauf 3
Wind: −0,1 m/s
| Platz | Name                | Nation                       | Zeit (s) |
| ----- | ------------------- | ---------------------------- | -------- |
| 1     | Gilles Quenéhervé   | Frankreich                   | 20,59    |
| 2     | Clive Wright        | Jamaika                      | 20,88    |
| 3     | Achmed De Kom       | Niederlande                  | 21,11    |
| 4     | Volker Westhagemann | BR Deutschland               | 21,15    |
| 5     | Neville Hodge       | Amerikanische Jungferninseln | 21,33    |
| 6     | Haron Mundir        | Singapur                     | 21,51    |
| 7     | John Dinan          | Australien                   | 21,62    |
| 8     | Mark Sherwin        | Cookinseln                   | 23,41    |

### Vorlauf 4
Wind: +0,7 m/s
| Platz | Name              | Nation      | Zeit (s) |
| ----- | ----------------- | ----------- | -------- |
| 1     | Robson da Silva   | Brasilien   | 20,56    |
| 2     | Atlee Mahorn      | Kanada      | 20,62    |
| 3     | Andreas Berger    | Österreich  | 20,82    |
| 4     | Andrei Fedoriw    | Sowjetunion | 20,93    |
| 5     | István Nagy       | Ungarn      | 21,06    |
| 6     | Luis Barroso      | Portugal    | 21,15    |
| 7     | Wing Kwong Leung  | Hongkong    | 21,48    |
| 8     | Sahim Saleh Mehdi | Südjemen    | 23,07    |

### Vorlauf 5
Wind: −0,8 m/s
| Platz | Name            | Nation              | Zeit (s) |
| ----- | --------------- | ------------------- | -------- |
| 1     | Calvin Smith    | USA                 | 20,62    |
| 2     | Daniel Sangouma | Frankreich          | 20,80    |
| 3     | Simon Kipkemboi | Kenia               | 20,84    |
| 4     | Christian Haas  | BR Deutschland      | 20,96    |
| 5     | Jindřich Roun   | Tschechoslowakei    | 21,04    |
| 6     | Ian Morris      | Trinidad und Tobago | 21,36    |
| 7     | Takale Tuna     | Papua-Neuguinea     | 22,06    |
| 8     | Suli Peauope    | Tonga               | 22,45    |

### Vorlauf 6
Wind: +0,2 m/s
| Platz | Name                 | Nation              | Zeit (s) |
| ----- | -------------------- | ------------------- | -------- |
| 1     | John Regis           | Großbritannien      | 20,76    |
| 2     | Pierfrancesco Pavoni | Italien             | 20,80    |
| 3     | Wallace Spearmon sr  | USA                 | 20,82    |
| 4     | Arnaldo da Silva     | Brasilien           | 21,03    |
| 5     | Robert Stone         | Australien          | 21,23    |
| 6     | Alvin Daniel         | Trinidad und Tobago | 21,37    |
| 7     | Secundino Borabota   | Äquatorialguinea    | 23,66    |

## Viertelfinale
Aus den vier Viertelfinalläufen qualifizierten sich die jeweils ersten drei Athleten – hellblau unterlegt – sowie die darüber hinaus vier zeitschnellsten Läufer – hellgrün unterlegt – für das Halbfinale.

### Viertelfinallauf 1
1. September 1987
Wind: −1,5 m/s
| Platz | Name            | Nation                       | Zeit (s) |
| ----- | --------------- | ---------------------------- | -------- |
| 1     | Floyd Heard     | USA                          | 20,56    |
| 2     | Wladimir Krylow | Sowjetunion                  | 20,79    |
| 3     | István Nagy     | Ungarn                       | 21,11    |
| 4     | Daniel Sangouma | Frankreich                   | 21,11    |
| 5     | Peter Klein     | BR Deutschland               | 21,12    |
| 6     | Sergio Querol   | Kuba                         | 21,37    |
| 7     | Achmed De Kom   | Niederlande                  | 21,39    |
| 8     | Neville Hodge   | Amerikanische Jungferninseln | 21,68    |

### Viertelfinallauf 2
1. September 1987
Wind: +1,3 m/s
| Platz | Name             | Nation         | Zeit (s) |
| ----- | ---------------- | -------------- | -------- |
| 1     | Calvin Smith     | USA            | 20,48    |
| 2     | Atlee Mahorn     | Kanada         | 20,61    |
| 3     | Simon Kipkemboi  | Kenia          | 20,65    |
| 4     | Stefano Tilli    | Italien        | 20,67    |
| 5     | Luis Barroso     | Portugal       | 20,90    |
| 6     | Christian Haas   | BR Deutschland | 21,12    |
| 7     | Bruno Marie-Rose | Frankreich     | 26,25    |
| DNS   | Nelson Boateng   | Ghana          |          |

### Viertelfinallauf 3
1. September 1987
Wind: +0,4 m/s
| Platz | Name                | Nation         | Zeit (s) |
| ----- | ------------------- | -------------- | -------- |
| 1     | Gilles Quenéhervé   | Frankreich     | 20,48    |
| 2     | Wallace Spearmon sr | USA            | 20,55    |
| 3     | John Regis          | Großbritannien | 20,60    |
| 4     | Andreas Berger      | Österreich     | 20,86    |
| 5     | Andrei Fedoriw      | Sowjetunion    | 20,87    |
| 6     | Volker Westhagemann | BR Deutschland | 20,98    |
| 7     | Arnaldo da Silva    | Brasilien      | 21,15    |
| 8     | Robert Stone        | Australien     | 21,23    |

### Viertelfinallauf 4
1. September 1987
Wind: +0,8 m/s
| Platz | Name                 | Nation           | Zeit (s) |
| ----- | -------------------- | ---------------- | -------- |
| 1     | Robson da Silva      | Brasilien        | 20,48    |
| 2     | Attila Kovács        | Ungarn           | 20,61    |
| 3     | Pierfrancesco Pavoni | Italien          | 20,65    |
| 4     | Clive Wright         | Jamaika          | 20,67    |
| 5     | Besik Gotsiridze     | Sowjetunion      | 20,90    |
| 6     | Jindřich Roun        | Tschechoslowakei | 21,12    |
| 7     | Mustapha Kamel Selmi | Algerien         | 21,26    |
| 8     | Harouna Pale         | Burkina Faso     | 21,46    |

## Halbfinale
Aus den beiden Halbfinalläufen qualifizierten sich die jeweils ersten vier Athleten – hellblau unterlegt – für das Finale.

### Halbfinallauf 1
3. September 1987
Wind: +0,4 m/s
| Platz | Name                 | Nation         | Zeit (s) |
| ----- | -------------------- | -------------- | -------- |
| 1     | John Regis           | Großbritannien | 20,54    |
| 2     | Calvin Smith         | USA            | 20,54    |
| 3     | Atlee Mahorn         | Kanada         | 20,69    |
| 4     | Pierfrancesco Pavoni | Italien        | 20,78    |
| 5     | Wallace Spearmon sr  | USA            | 20,87    |
| 6     | Andreas Berger       | Österreich     | 20,99    |
| 7     | István Nagy          | Ungarn         | 21,22    |
| 8     | Andrei Fedoriw       | Sowjetunion    | 21,28    |

### Halbfinallauf 2
3. September 1987
Wind: +1,1 m/s
| Platz | Name              | Nation      | Zeit (s) |
| ----- | ----------------- | ----------- | -------- |
| 1     | Gilles Quenéhervé | Frankreich  | 20,31    |
| 2     | Floyd Heard       | USA         | 20,31    |
| 3     | Wladimir Krylow   | Sowjetunion | 20,34    |
| 4     | Robson da Silva   | Brasilien   | 20,38    |
| 5     | Attila Kovács     | Ungarn      | 20,47    |
| 6     | Clive Wright      | Jamaika     | 20,50    |
| 7     | Stefano Tilli     | Italien     | 20,86    |
| 8     | Simon Kipkemboi   | Kenia       | 20,90    |

## Finale

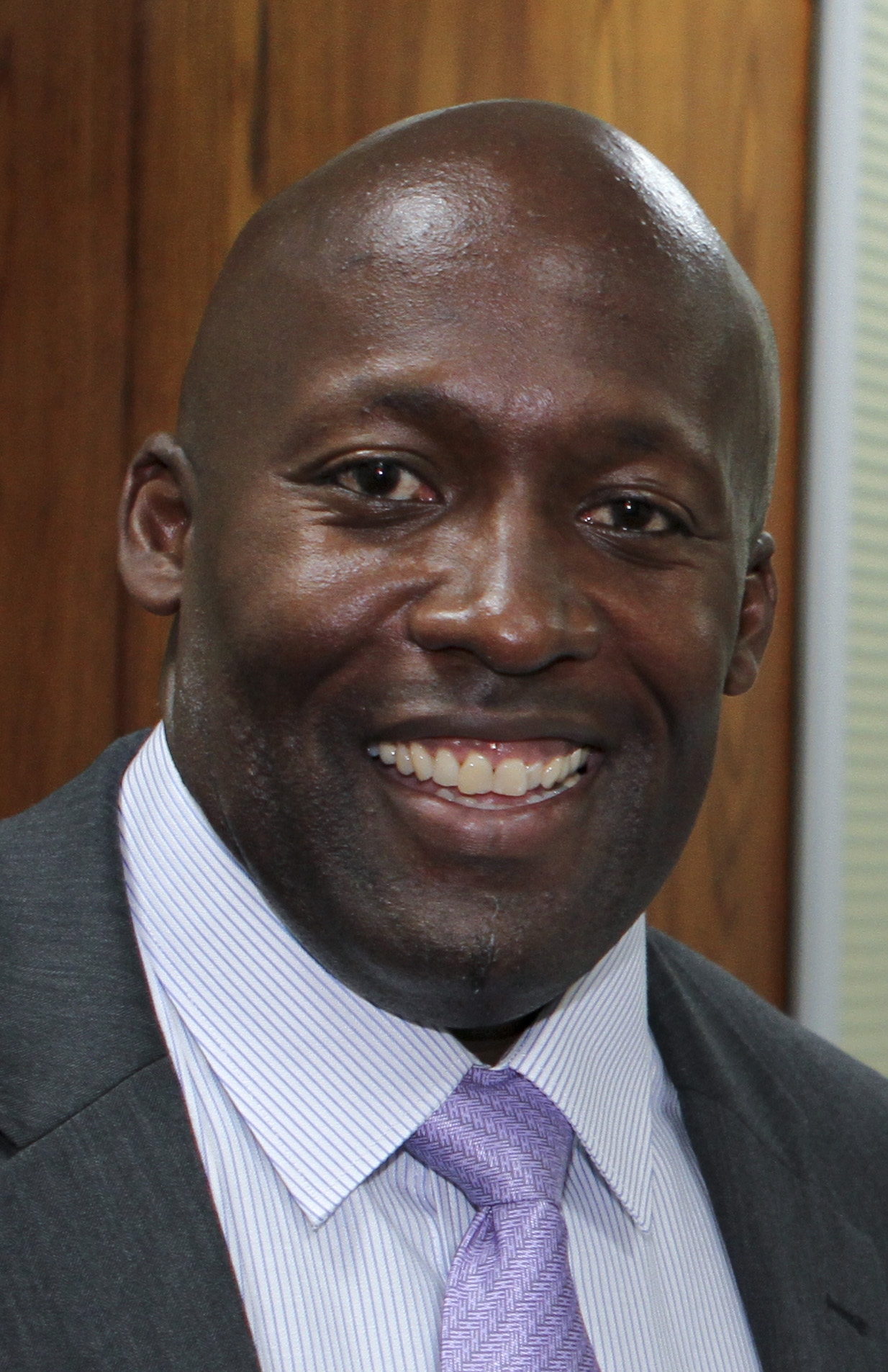
Bronzemedaillengewinner John Regis

3. September 1987
Wind: −0,4 m/s
| Platz | Name                 | Nation         | Zeit (s) |
| ----- | -------------------- | -------------- | -------- |
| 1     | Calvin Smith         | USA            | 20,16    |
| 2     | Gilles Quenéhervé    | Frankreich     | 20,16    |
| 3     | John Regis           | Großbritannien | 20,18    |
| 4     | Robson da Silva      | Brasilien      | 20,22    |
| 5     | Wladimir Krylow      | Sowjetunion    | 20,23    |
| 6     | Floyd Heard          | USA            | 20,25    |
| 7     | Pierfrancesco Pavoni | Italien        | 20,45    |
| 8     | Atlee Mahorn         | Kanada         | 20,78    |

## Video
- Men's 200m at 1987 World Championships in Rome auf youtube.com (englisch), abgerufen am 20. März 2020